# 京急建設
京急建設株式会社（けいきゅうけんせつ、英: Keikyu Construction Corporation）は、神奈川県横浜市西区に本社を置く京急グループの建設会社。

## 概要
東京都と神奈川県において京急沿線を中心に、建築、土木、軌道工事を行っている。ISO9001・ISO14001を取得している。
横浜市認証制度「Y-SDGｓ」の（上位）「Superior（スーペリア）」を取得。
第６期「かながわSDGｓパートナー」に登録。

## 沿革
- 1961年（昭和36年） - 京浜不動産株式会社を設立。
- 1970年（昭和45年） - 京浜ゴルフ株式会社と合併。
- 1976年（昭和51年） - 社名を京急鉄建工業株式会社に変更。
- 1983年（昭和58年） - 横浜支店を開設。
- 1987年（昭和62年） - 東京支店を開設。社名を京急建設株式会社に変更。
- 1999年（平成11年） - 本部制を導入
- 2000年（平成12年） - ISO 9001 認証取得
- 2002年（平成14年） - ホームページ、イントラネット開設
- 2004年（平成16年） - ISO 14001 認証取得
- 2009年（平成21年） - 横浜事業所を開設
- 2011年（平成23年） - 横浜事業所へ本社機能を移転
- 2021年（令和3年） - 京急グループ本社ビルに本社機能を移転

## 本社・支店
- 本社・横浜支店（神奈川県横浜市西区高島1丁目2番8号）
- 東京支店（東京都港区三田3丁目4番12号）